# 朝倉停留場
朝倉停留場（あさくらていりゅうじょう）は、高知県高知市曙町二丁目にあるとさでん交通伊野線の路面電車停留場。高知大学が停留場の南にあり、「高知大学前」の副名称が付けられている。
単線である伊野線の鏡川橋 - 伊野間にある交換駅で、当停留場発着の電車も設定される運行系統の境界。閉塞の方式も当停留場を境に伊野方面は特殊自動閉塞（軌道回路検知式）に変わる。
2023年4月までは通票式で、停留場で駅長を介してタブレットを受け渡していた。

## 歴史
1907年（明治40年）に、伊野線の鏡川橋停留場から咥内停留場までの区間が延伸開通し、合わせて当停留場は開業した。高知大学のキャンパスにあたる場所は当時歩兵第44連隊の兵営が置かれ、停留場も営所前停留場（えいしょまえていりゅうじょう）と称していた。朝倉停留場へ改称された時期は不詳だが1940年（昭和15年）頃とされる。副名称の「高知大学前」は、高知大学の要望に応じて2006年（平成18年）より使用されている。

### 年表
- 1907年（明治40年）9月16日：土佐電気鉄道の営所前停留場として開業[5][7]。
- 1940年（昭和15年）頃：朝倉停留場に改称[7]。
- 1993年（平成5年）3月：「駅長」を廃止[9]。
- 2006年（平成18年）4月14日：「高知大学前」の副名称使用開始[8]。
- 2010年（平成22年）5月17日：伊野行きの車両が通票を受け取らずに伊野方面へ発車する事案が発生[10]。
- 2014年（平成26年）10月1日：土佐電気鉄道が高知県交通・土佐電ドリームサービスと経営統合し、とさでん交通が発足[11]。とさでん交通の停留場となる。
- 2016年（平成28年）11月17日：伊野行きの車両が通票を受け取らずに伊野方面へ発車する重大インシデントが発生[12]。通票（厳密にはカバンキャリア）に無線を付け、近隣駅長（通常時は鏡川橋停留場駅長）に通票授受を報告する対策を取る。
- 2019年（平成31年）
  - 3月25日：伊野行きの車両が通票を受け取らずに伊野方面へ発車する重大インシデントが発生[13][14]。この日より「駅長」が復活し、駅長を介し通票を授受する事になる[15]。
  - 4月：待合室が改築される。
- 2022年（令和4年）3月29日：この日公表の中期経営計画で、当停留場伊野方面に信号機を設置し、駅長業務を廃止することを計画[16]。
- 2023年（令和5年）4月10日：当停留場から伊野方面の閉塞の方式が、通票式から特殊自動閉塞（軌道回路検知式）となり、駅長が廃止。再度無人となった。

## 停留場構造
朝倉停留場は伊野線の併用軌道区間にあり、道路上に乗り場がある。当停留場を含む伊野線の鴨部 - 朝倉駅前間は幅の狭い道路上に軌道が敷かれているため、安全地帯となるホームは設けることができず、乗り場は道路上に白線を引いて示されるのみである。
単線の鏡川橋 - 伊野間にあって停留場は複線で、列車交換が可能。下り線は直線で、上り線が北側へと分岐する。乗り場は複線の軌道を挟み込むように向かい合う相対式に配され、軌道の南側に伊野方面行きの乗り場、北にはりまや橋方面行きの乗り場がある。当停留場で折り返す電車は、伊野方面行きの乗り場で降車を扱ったのちにそのままの位置で反対側のドアを開け乗車を扱う。複線の間も白線が引かれ、当停留場始発はりまや橋方面行きの乗り場となっている。
停留場の南、道沿いに並ぶ建物の間に待合室がある。かつては営業所で無人であった。2019年3月から通票授受を行う「駅長」が復活した事により、駅長待機スペースを確保するため4月に改築された。
2023年4月、当停留場から伊野方面の閉塞の方式が、通票式から特殊自動閉塞（軌道回路検知式）となり、駅長が廃止。2023年6月から再度無人となった。
| 南側 | 伊野方面               |                  |
| 中間 | 鏡川橋・はりまや橋方面 | （当停留場始発） |
| 北側 | 鏡川橋・はりまや橋方面 |                  |

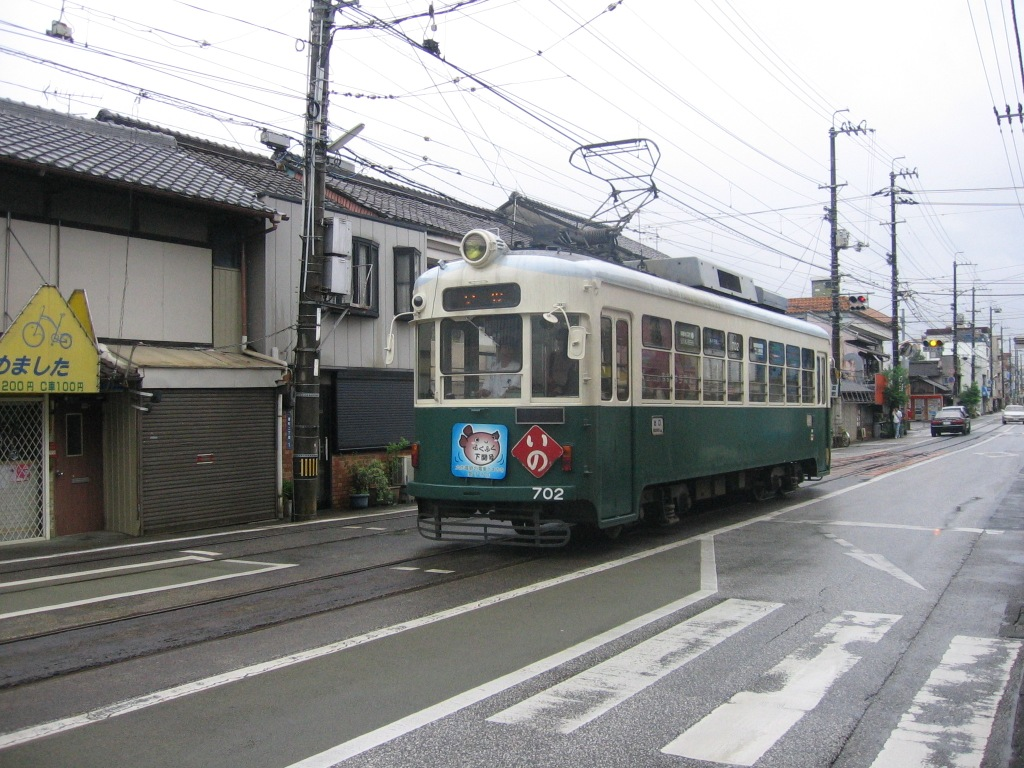
のりば
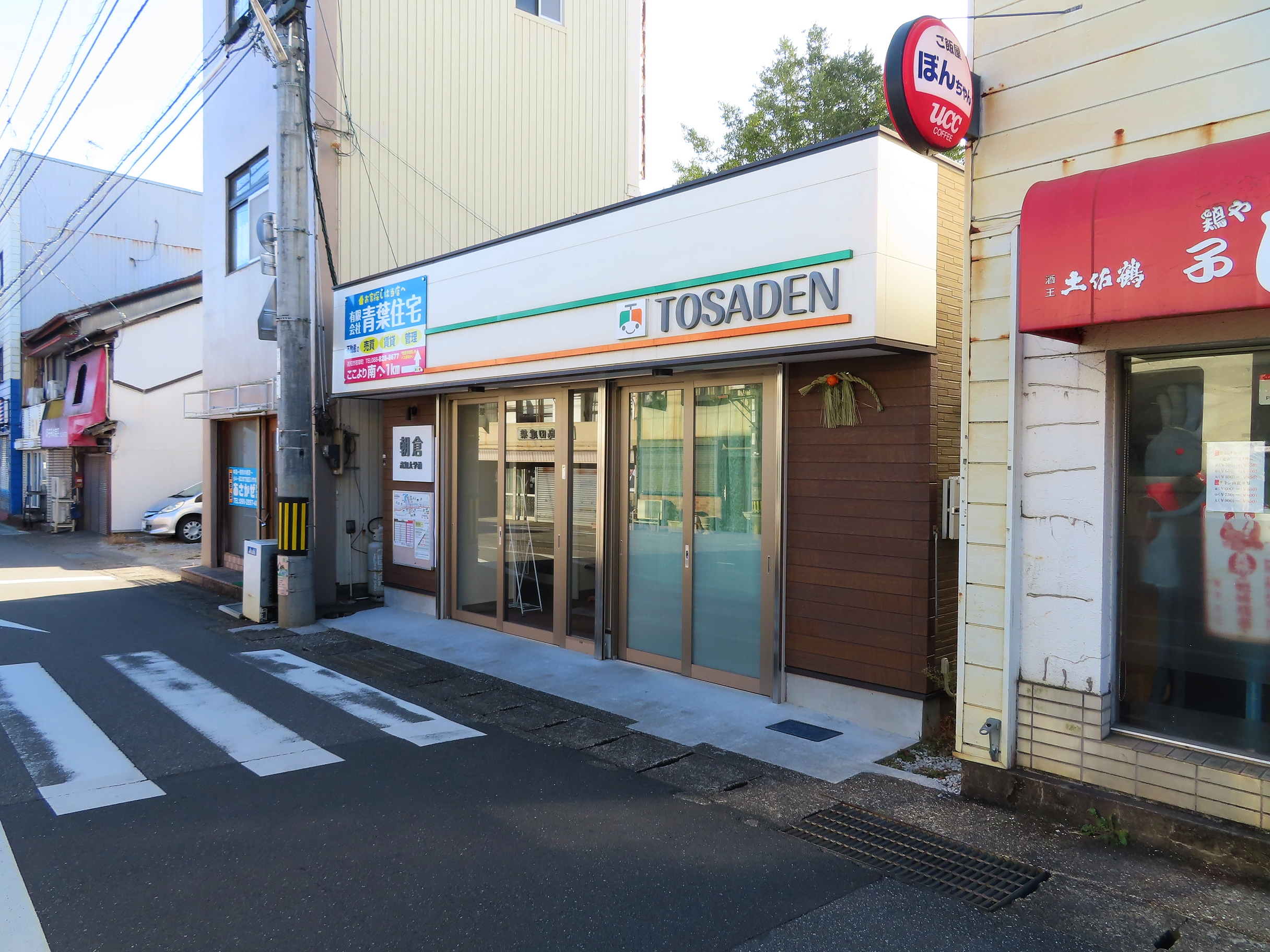
待合室

## 停留場周辺
高知大学朝倉キャンパスが停留場の南に広がり、周辺は学生の活動で活気がある。
- 四国銀行朝倉支店
- ベスト電器高知西店
- 高知朝倉郵便局
- 高知県道274号梅ノ辻朝倉線
- 「朝倉高知大学前」バス停留所

## 隣の停留場
とさでん交通
伊野線
曙町停留場 - 朝倉停留場 - 朝倉駅前停留場